# Easterhouse

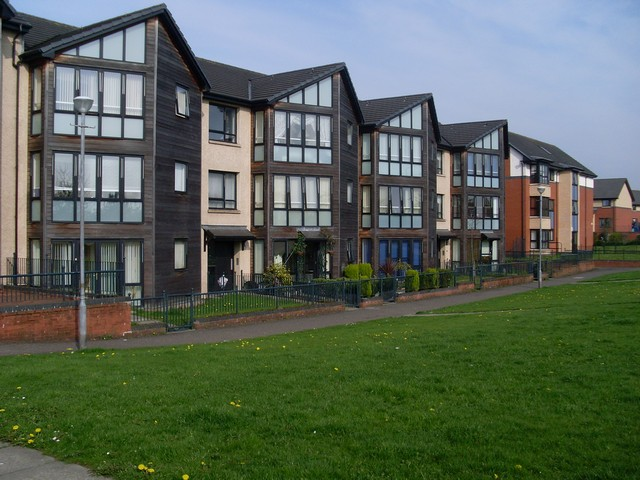
Appartements à Easterhouse

Easterhouse est une banlieue dans l’est de Glasgow. Glasgow est la plus grande ville de l’Écosse, qui se trouve dans l’ouest du pays. 
Il y a environ 26 000 habitants à Easterhouse. La banlieue a beaucoup grandi, après la Seconde Guerre mondiale, quand la ville de Glasgow a construit beaucoup d’appartements pour la population. Depuis quelques années, on construit des maisons plus modernes.

## Particularités
Pour ceux qui aiment le sport, il y a une piscine et deux centres sportifs. On peut jouer au football sur les terrains en astroturf à côté du collège Lochend CHS. 
Il y a un centre culturel où on peut prendre des cours de danse. 
Il y a un parc national, qui s’appelle Drumpellier Country Park. On peut faire de la pêche ou du jogging. On peut faire de la randonnée dans les collines autour d’Easterhouse.

## Commerce et industrie
2 centres commerciaux desservent Easterhouse. Le plus grand s’appelle Glasgow Fort et comporte 80 boutiques dont des restaurants et des cafés et 1 200 places de parking. Il a été construit dans les années 1990.
L’autre centre commercial s’appelle The Shandwick Centre, il a été construit dans les années 1960. Il y a deux zones industrielles où se trouvent plusieurs industries et entreprises, y compris une station de radio.

## Art et culture
Il y a beaucoup d’œuvres d’art à Easterhouse dont deux sculptures d’Andy Scott, le sculpteur écossais. Ces sculptures représentent un phénix et un cheval. 
À Easterhouse se trouve la plus grande mosaïque fabriquée à la main en Europe. Pour ceux qui aiment les arts, il y a un centre culturel avec un amphithéâtre où on peut voir des spectacles. Il y a une maison qui date du Moyen Âge à visiter.

## Transport
Une gare qui date du XIXe siècle permet de  prendre le train pour aller au centre-ville de Glasgow toutes les 15 minutes pendant la journée, toutes les 30 minutes le soir. Beaucoup de bus desservent Easterhouse. 
L’autoroute M8 traverse la banlieue pour relier Glasgow à Édimbourg, la capitale de l’Écosse. Il n’y a pas beaucoup de circulation à Easterhouse.